# نصر أباد (كوهستان)
نصر أباد (بالفارسية: نصرآباد) هي قرية تقع في إيران في Kuhestan Rural District. يقدر عدد سكانها بـ 20 نسمة بحسب إحصاء 2016.